# دالاس إتش كوك
دالاس إتش كوك (بالإنجليزية: Dallas H. Cook) هو عسكري أمريكي، ولد في 19 مايو 1921 في فيرجينيا الغربية في الولايات المتحدة، وتوفي في 18 أغسطس 1942 في جزيرة كواجالين في جزر مارشال بسبب قطع الرأس.